# Hintere Madatschspitze
Die Hintere Madatschspitze ist ein 3430 m (nach anderen Angaben auch 3432 oder 3428 m) hoher Berg in den Ortler-Alpen. Sie erhebt sich im italienischen Nationalpark Stilfserjoch. Über ihren Gipfel verläuft die Grenze zwischen Südtirol und der Lombardei.

## Lage und Umgebung
Die Hintere Madatschspitze erhebt sich in einem mehrgipfligen Felskamm, der vom Kristallkamm (bzw. Hauptkamm der Ortler-Alpen) in nördliche Richtung abzweigt. Die weiteren Gipfel dieses Felskamms, der sich zwischen den Gletscherflächen des Madatschferners und des Trafoier Ferners Richtung Trafoital vorschiebt, sind die Mittlere (3313 m) und die Vordere Madatschspitze (3191 m). Die nächstgelegenen Gipfel im nur knapp 150 m entfernten Kristallkamm sind im Südwesten die Tuckettspitze (3462 m) und im Südosten die Kleine Schneeglocke (3411 m). 

## Anstiege
Die Hintere Madatschspitze ist von der drei Madatschspitzen der am häufigsten besuchte Gipfel. Als Ausgangspunkt dient dabei meist die Livriohütte beim Stilfser Joch. Die üblichen Anstiege sind Gletschertouren und erreichen den Gipfel zuletzt über einen unschwierigen Firngrat.